# 1990-es labdarúgó-világbajnokság-selejtező (CONMEBOL)
Ez a lista az 1990-es labdarúgó-világbajnokság dél-amerikai zónájának (CONMEBOL) selejtező mérkőzéseit mutatja be időpontok, végeredmények és csoport végeredmények ismeretében. Ha a selejtezők összessége érdekel ide, ha a többi kontinentális zóna eredményei ide kattints.
A CONMEBOL mind a 10 csapata elindult a selejtezőkben. A dél-amerikai zóna 3,5 helyet kapott a világbajnokságon (a 24-ből). Argentína automatikusan jutott tovább a címvédés jogán. A maradék 2,5 helyért 9 csapat küzdött.
A 9 csapatot 3 csoportba osztották, csoportonként 3 csapattal. A csapatok oda-vissza játszottak. Két csoportgyőztes a legjobb eredmények alapján jutott tovább. A maradék egy bekerült az interkontinentális selejtezőbe.

## 1. csoport
1989. augusztus 20., La Paz, Bolívia –  Bolívia 2 – 1 Peru 
1989. augusztus 27., Lima, Peru –  Peru 0 – 2 Uruguay 
1989. szeptember 3., La Paz, Bolívia –  Bolívia 2 – 1 Uruguay 
1989. szeptember 10., Lima, Peru –  Peru 1 – 2 Bolívia 
1989. szeptember 17., Montevideo, Uruguay –  Uruguay 2 – 0 Bolívia 
1989. szeptember 24., Montevideo, Uruguay –  Uruguay 2 – 0 Peru 
| Helyezés | Csapat  | M | Gy | D | V | Rg | Kg | Gk | P |
| -------- | ------- | - | -- | - | - | -- | -- | -- | - |
| 1        | Uruguay | 4 | 3  | 0 | 1 | 7  | 2  | 5  | 6 |
| 2        | Bolívia | 4 | 3  | 0 | 1 | 6  | 5  | 1  | 6 |
| 3        | Peru    | 4 | 0  | 0 | 4 | 2  | 8  | –6 | 0 |

Uruguay jutott tovább.

## 2. csoport
1989. augusztus 20., Barranquilla, Kolumbia –  Kolumbia 2 – 0 Ecuador 
1989. augusztus 27., Asunción, Paraguay –  Paraguay 2 – 1 Kolumbia 
1989. szeptember 3., Guayaquil, Ecuador –  Ecuador 0 – 0 Kolumbia 
1989. szeptember 10., Asunción, Paraguay –  Paraguay 2 – 1 Ecuador 
1989. szeptember 17., Barranquilla, Kolumbia –  Kolumbia 2 – 1  PAR
1989. szeptember 24., Guayaquil, Ecuador –  Ecuador 3 – 1 Paraguay 
| Helyezés | Csapat   | M | Gy | D | V | Rg | Kg | Gk | P |
| -------- | -------- | - | -- | - | - | -- | -- | -- | - |
| 1        | Kolumbia | 4 | 2  | 1 | 1 | 5  | 3  | 2  | 5 |
| 2        | Paraguay | 4 | 2  | 0 | 2 | 6  | 7  | –1 | 4 |
| 3        | Ecuador  | 4 | 1  | 1 | 2 | 4  | 5  | –1 | 3 |

Kolumbia jutott be az interkontinentális selejtezőbe.

## 3. csoport
1989. július 30., Caracas, Venezuela –  Venezuela 0 – 4 Brazília 
1989. augusztus 6., Caracas, Venezuela –  Venezuela 1 – 3 Chile 
1989. augusztus 13., Santiago, Chile –  Chile 1 – 1 Brazília 
1989. augusztus 20., São Paulo, Brazília –  Brazília 6 – 0 Venezuela 
1989. augusztus 27., Mendoza, Argentína –  Chile 5 – 0 Venezuela 
Ezt a meccset Chile helyett semleges pályán játszották.
1989. szeptember 3., Rio de Janeiro, Brazília –  Brazília 2 – 0 Chile 
A meccs eredetileg 1:0 lett. Miután a Nemzetközi Labdarúgó-szövetség vizsgálatott indított, a gólt érvényesítették.
| Helyezés | Csapat    | M | Gy | D | V | Rg | Kg | Gk  | P |
| -------- | --------- | - | -- | - | - | -- | -- | --- | - |
| 1        | Brazília  | 4 | 3  | 1 | 0 | 13 | 1  | 12  | 7 |
| 2        | Chile     | 4 | 2  | 1 | 1 | 9  | 4  | 5   | 5 |
| 3        | Venezuela | 4 | 0  | 0 | 4 | 1  | 18 | -17 | 0 |

Brazília jutott tovább.